# Saint-Christophe-du-Foc
Saint-Christophe-du-Foc ist eine französische Gemeinde mit 412 Einwohnern (Stand 1. Januar 2022) im Département Manche in der Region Normandie. Sie gehört zum Arrondissement Cherbourg und zum Kanton Les Pieux. 
Sie grenzt im Nordwesten an Teurthéville-Hague, im Nordosten an Virandeville, im Osten an Couville, im Südosten an Bricquebosq und im Südwesten an Sotteville.

## Bevölkerungsentwicklung
| Jahr      | 1962 | 1968 | 1975 | 1982 | 1990 | 1999 | 2008 | 2018 |
| --------- | ---- | ---- | ---- | ---- | ---- | ---- | ---- | ---- |
| Einwohner | 193  | 178  | 171  | 169  | 273  | 276  | 335  | 424  |

## Sehenswürdigkeiten
- Herrenhaus Manoir de la Barguignerie, Monument historique seit 1994
- Kirche Saint-Christophe

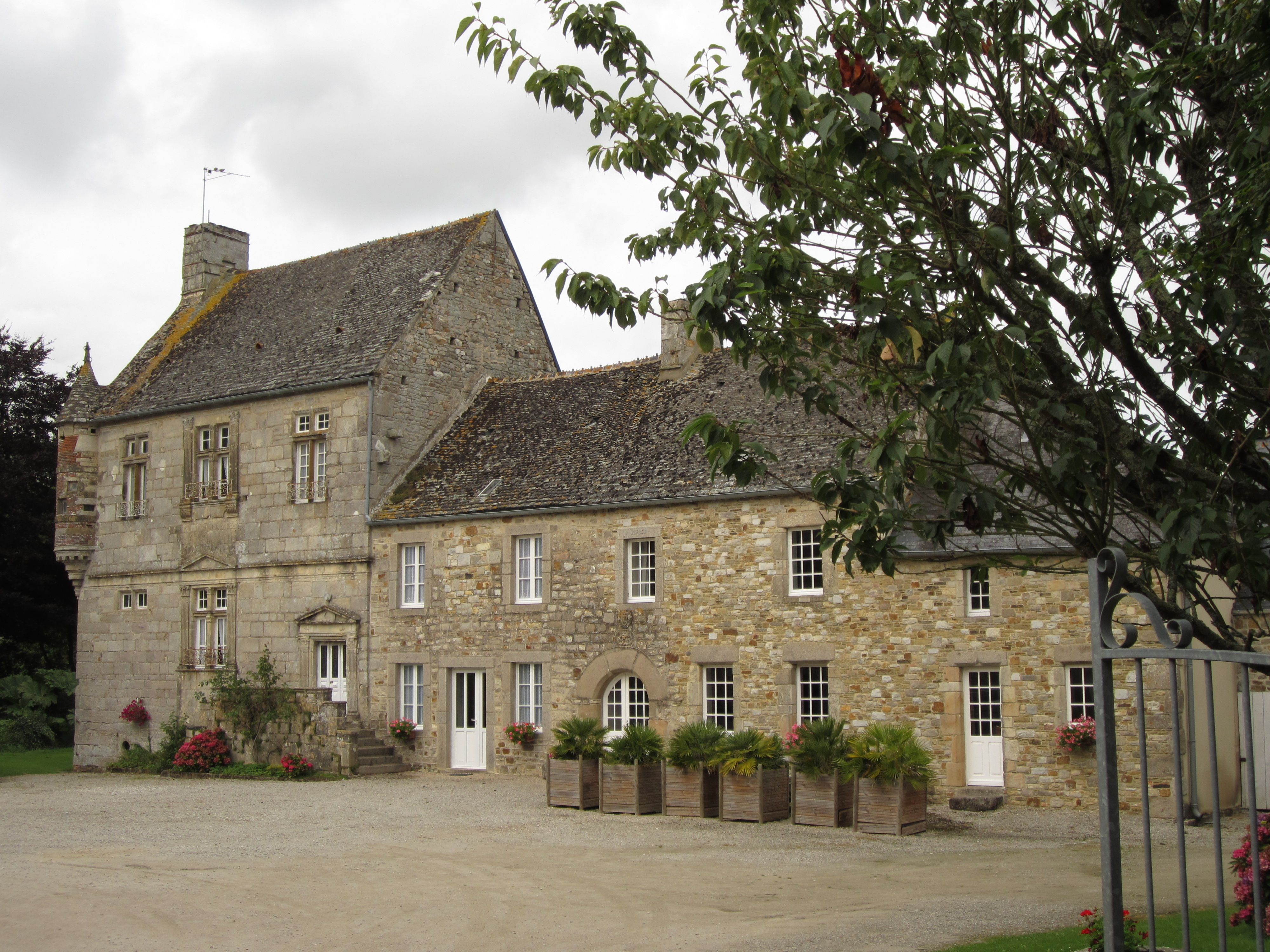
Manoir de la Barguignerie
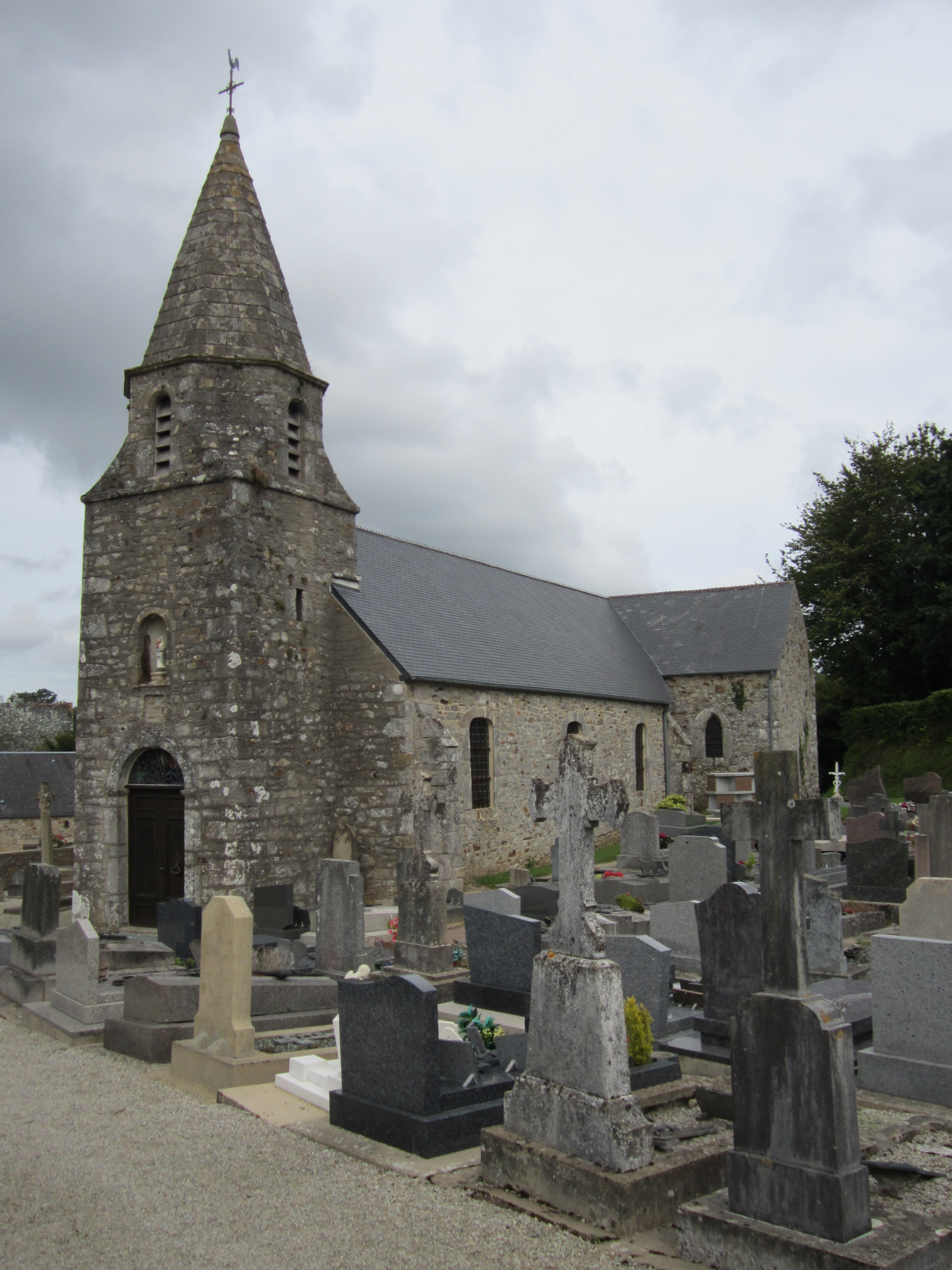
Kirche Saint-Christophe-du-Foc